# Sault Ste. Marie Greyhounds
Sault Ste. Marie Greyhounds – juniorska drużyna hokejowa grająca w OHL w dywizji zachodniej, konferencji zachodniej. Drużyna ma swoją siedzibę w Sault Ste. Marie w Kanadzie.
- Rok założenia: 1972
- Barwy: czerwono-biało-srebrno-czarne
- Trener: Sheldon Keefe
- Manager: Kyle Raftis
- Hala: Essar Centre

## Osiągnięcia
- J. Ross Robertson Cup: 1985, 1991, 1992
- Memorial Cup: 1993
- Bumbacco Trophy: 1997, 2005, 2008, 2014, 2015, 2017
- Emms Trophy: 1983, 1985, 1991, 1992, 1993
- Hamilton Spectator Trophy: 1981, 1983, 1985, 2015
- Leyden Trophy: 1981